# Joachim Hornung (Mathematiker)
Joachim Felix Hornung (* 1935 in Dortmund) ist ein deutscher Mathematiker und Physiker.

## Leben
Hornung studierte ab 1955 Mathematik und Physik an der Westfälischen Wilhelms-Universität in Münster. Von 1960 bis 1967 arbeitete er als Assistent am damaligen Max-Planck-Institut für Arbeitsphysiologie in Dortmund (heute Technische Universität Dortmund). 1968 wechselte er an das Institut für medizinische Statistik und Dokumentation an der FU Berlin (Standort Steglitz). Im Jahre 1969 folgte seine Promotion. Von 1970 bis 1989 war er Professor für Statistik in Berlin. Ab 1989 war er Professor am Institut für Naturheilkunde des Universitätsklinikums Benjamin Franklin (FU Berlin).
Forschungsschwerpunkt war die Bewertung klinischer Studien und des klinischen Wirksamkeitsnachweises von Therapieverfahren, vor allem im Bereich der Natur- und Alternativmedizin. 1996 gab Hornung hierzu die Anthologie Forschungsmethoden in der Komplementärmedizin heraus, in welcher das klinische Forschungsideal der randomisierten Doppelblindstudie kritisiert wird und eine methodologische Erneuerung empfohlen wird.
Hornung emeritierte 1997 und zog nach Lanzarote. Dort beschäftigt er sich mit Reinkarnationsforschung und dem Phänomen der Nahtoderlebnisse.
Hornung steht der Praxis der Organtransplantation sehr kritisch gegenüber. Er war Herausgeber des The Berlin Journal on Research in Homoeopathy, das jedoch nur fünfmal erschien.